# کروناویروس خفاش نعل‌بینی اچ‌کی‌یو۲
کروناویروس خفاش نعل‌بینی اچ‌کی‌یو۲ (نام علمی: Rhinolophus bat coronavirus HKU2) نام یک گونه از سرده آلفاکروناویروس است.